# Fekete Emanuelle
Fekete Emanuelle (eredeti címe Emanuelle nera), 1975-ben bemutatott olasz erotikus film, Laura Gemser és Karin Schubert főszereplésével. Rendezője Adalberto „Bitto” Albertini, Albert Thomas álnéven. Ez volt az első Emmanuelle-franchise-on kívül készült Emanuelle-film, egyben az első, ahol Laura Gemser, Francis Giacobetti rendező felfedezettje, az Emmanuelle 2. kis mellékszereplője már a címszerepet játssza. A szerzői jogi viták elkerülésére a címszereplő nevét egy „m”-mel írták. Az egyszerű cselekmény egy fekete fotóriporternőről szól, aki Kenyában járva, a helyi diplomata és turista-miliőben változatos szexkalandokat él át, aztán hazautazik.

## Cselekmény
Mae Jordan, másnéven Emanuelle fekete fotóriporternő repülőgépen Nairobiba érkezik, hogy riportot készítsen Kenya látnivalóiról. Vendéglátója egy jómódú és laza erkölcsű fehér diplomata házaspár, Gianni és Ann Danieli. Gianni elcsavarja Emanuelle fejét, aki Nairobiban marad, és részt vesz a gazdag turistáknak rendezett orgián és egy autós szafarin, ahol keresztül-kasul folynak a szexuális kalandok a a társaság tagjai között, egymás házastársaival, barátokkal és bennszülöttekkel is. Emanuelle leszbikus viszonyra lép Ann-nel is, ez kezdetben boldoggá teszi. Később rájön, hogy a Giannihoz, Ann-hez és a többiekhez fűződő viszonya korlátozza függetlenségét és érzelmileg fogollyá teszi. Hazaindul, a vonaton még egy krikett-csapat összes tagjával szeretkezik. Az emiatt bánkódó Giannit eligazítja, hogy őt a szerelem nem elégíti ki, és csak a munkájával járó állandó újdonság és parttalan szabadság teheti ismét függetlenné.

## Szereposztás
| Szerep                 | Színész             | Magyar hangja (1. szinkron) |
| ---------------------- | ------------------- | --------------------------- |
| Mae Jordan (Emanuelle) | Laura Gemser        | Wégner Judit                |
| Ann Danieli            | Karin Schubert      | Solecki Janka               |
| Gianni Danieli         | Angelo Infanti      | Széles László               |
| Gloria Clifton         | Isabelle Marchall   | Gallusz Nikolett            |
| Richard Clifton        | Gabriele Tinti      | N/A                         |
| Kamau professzor       | Don Powel           | N/A                         |
| William Meredith       | Venantino Venantini | Incze József                |

- További magyar hangok: Ferencz Bálint, Janicsek Péter, Tóth Sándor

## Fogadtatás
Az AlloCiné szerint a film ötlete a Sylvia Kristel által megtestesített Emmanuelle karakteréből ered. A főszereplőt, Laura Gemser indonéziai fekete modellt a rendező egy olyan történetbe illesztette, amelynek egyetlen motívuma az erotika és szabad szex, némi pszichológiai körítéssel. A cselekményben kevés eredetiség található, a megvalósítás minősége is szegényes. Az erotikus jelenetek fantáziátlanok és lehangolók, még a vágatlan változatban is.

## Érdekességek
- Laura Gemser ebben a filmben szerepelt először együtt a nála 18 évvel idősebb Gabriele Tintivel (1932–1991), akihez a következő évben feleségül ment.
- A film „hardcore”-nak minősített jeleneteit utólag vették fel és illesztették be, valószínűleg más statiszták közeli testfelvételeivel. Maga Laura Gemser minden fórumon tagadta, hogy ilyen jelenetekben részt vett volna, és később is csak „szoft” filmekben szerepelt.[3] Filmbéli partnernője, Karin Schubert viszont az 1980-as évekre eljutott a „kemény” pornófilmezéshez is.[4]

## Folytatások
1976-ban „Bitto” Albertini rendező elkészítette saját Fekete Emanuelle 2. (Emanuelle nera N°2) című filmjét, de címszereplőnek Shulamith Lasri (Sharon Lesley) „egyfilmes” izraeli színésznőt választotta. A férfi főszereplő Angelo Infanti maradt. A következő években más olasz rendezők (Joe D’Amato, Bruno Mattei stb.) is „Emanuelle”-filmek gyártásába fogtak, zömében Laura Gemser főszereplésével.
1977-ben Albertini csinált még egy hasonló filmet, Il Mondo dei sensi di Emy Wong címmel, Chai Lee – főleg sci-fi filmekből ismert – kínai színésznő főszereplésével, ezt több filmes piacon Sárga Emanuelle (Emanuelle Gialla / Yellow Emanuelle), Hong Kong Emanuelle és hasonló címen forgalmazták.

## További információ
- Fekete Emanuelle a PORT.hu-n (magyarul)
- Fekete Emanuelle az Internetes Szinkronadatbázisban (magyarul)
- Fekete Emanuelle az Internet Movie Database-ben (angolul)
- Fekete Emanuelle a Rotten Tomatoeson (angolul)
- Fekete Emanuelle a Box Office Mojón (angolul)
- Emanuelle nera (francia nyelven). AlloCiné.fr
- Emanuelle Nera (1975). Collections Search British Film Institute (BFI.org.uk). (Hozzáférés: 2023. október 18.)
- Black Emanuelle (német nyelven). Filmdienst.de